# Margareta de Wessex
Sfânta Margareta a Scoției (c. 1045 – 16 noiembrie 1093), cunoscută drept Margareta de Wessex și regina Margareta a Scoției, a fost prințesă engleză din Casa de Wessex. Margareta a fost denumită “Perla Scoției”. Născută în exil în Ungaria, ea a fost sora lui Edgar Ætheling, regele anglo-saxon cu o scurtă domnie și neîncoronat. Margareta și familia ei s-au întors în Anglia în 1057, însă au fugit în Scoția după cucerirea normandă din 1066.
În jurul anului 1070 Margareta s-a căsătorit cu regele Malcolm al III-lea al Scoției devenind regină. Ea a fost mama a trei regi ai Scoției și a unei regine a Angliei.